# 池間島
24°55′56″N 125°14′31″E / 24.93222°N 125.24194°E

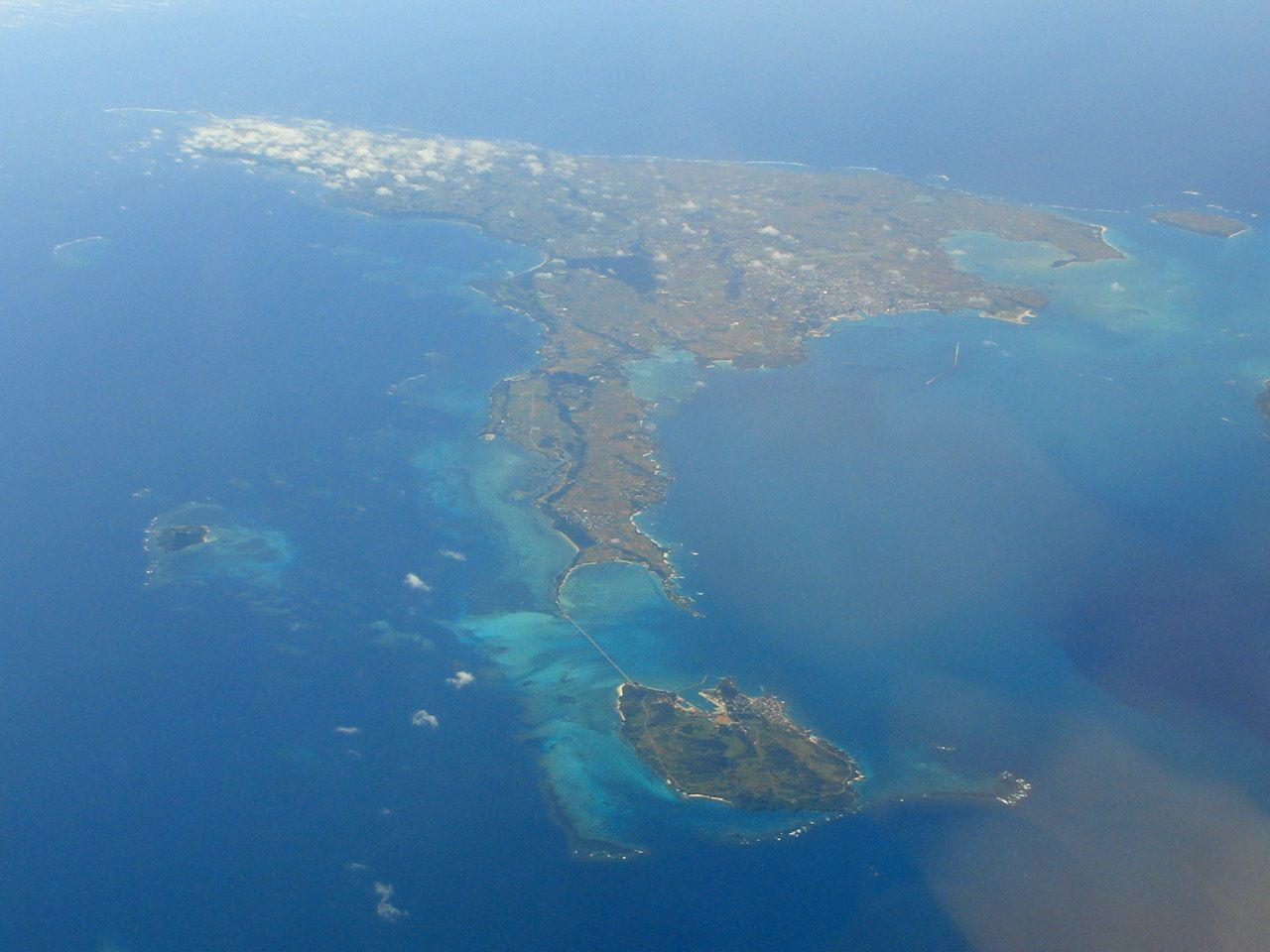
池間島與宮古島鳥瞰圖，下方為池間島

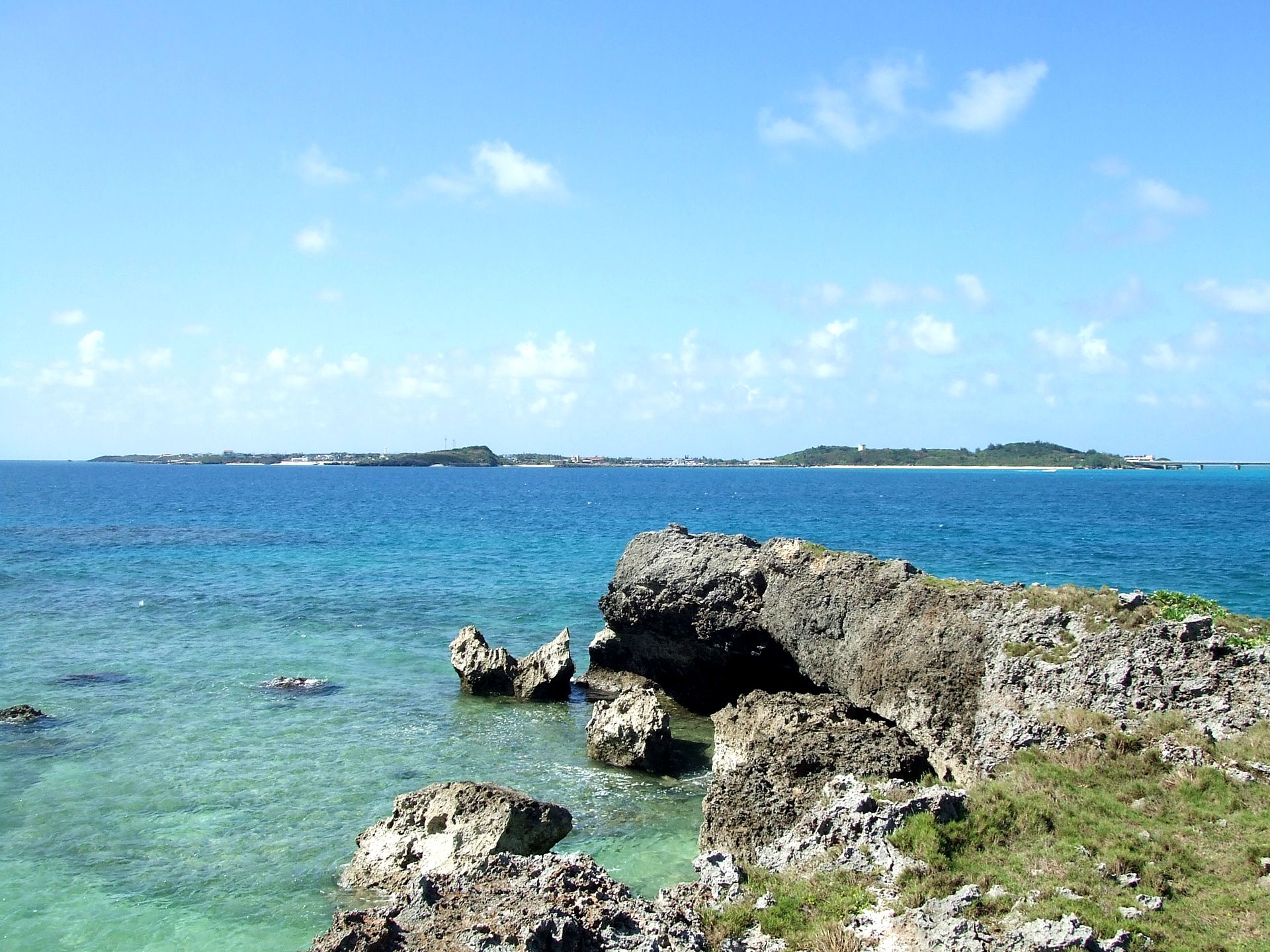
從宮古島遠眺池間島

池間島（日语：／ Ikema-jima，琉球語：／ ）位於琉球列島宮古群島的宮古島西北方1.5公里處。行政區劃屬於沖繩縣宮古島市。全島面積2.8平方公里，周長12公里，最高點海拔28公尺。
池間島在16世紀前原本是東西兩個島嶼，兩島有個細長的海峽。16世紀時，在兩島間架設石橋，此後海峽部份開始淤積，使兩島相連，成為現在的池間島。北部在1940年建立了池間島燈塔，標高41公尺，照射距離為18海哩。
島上的經濟運作為半農半漁的經濟，明治時代島上約有2200人居住，但於2002年時，島上居民約為800人。1992年2月與宮古島相連的池間大橋（全長1425m）通車。過去遠洋漁業繁盛，曾經以鰹魚和乾製鰹魚為名。現在產業農漁各半。

## 公共施設
- 宮古島市立池間中學校 （页面存档备份，存于）（2008年、校長：野原敏之）
- 宮古島市立池間小學校
- 池間郵局

## 交通
- 池間大橋

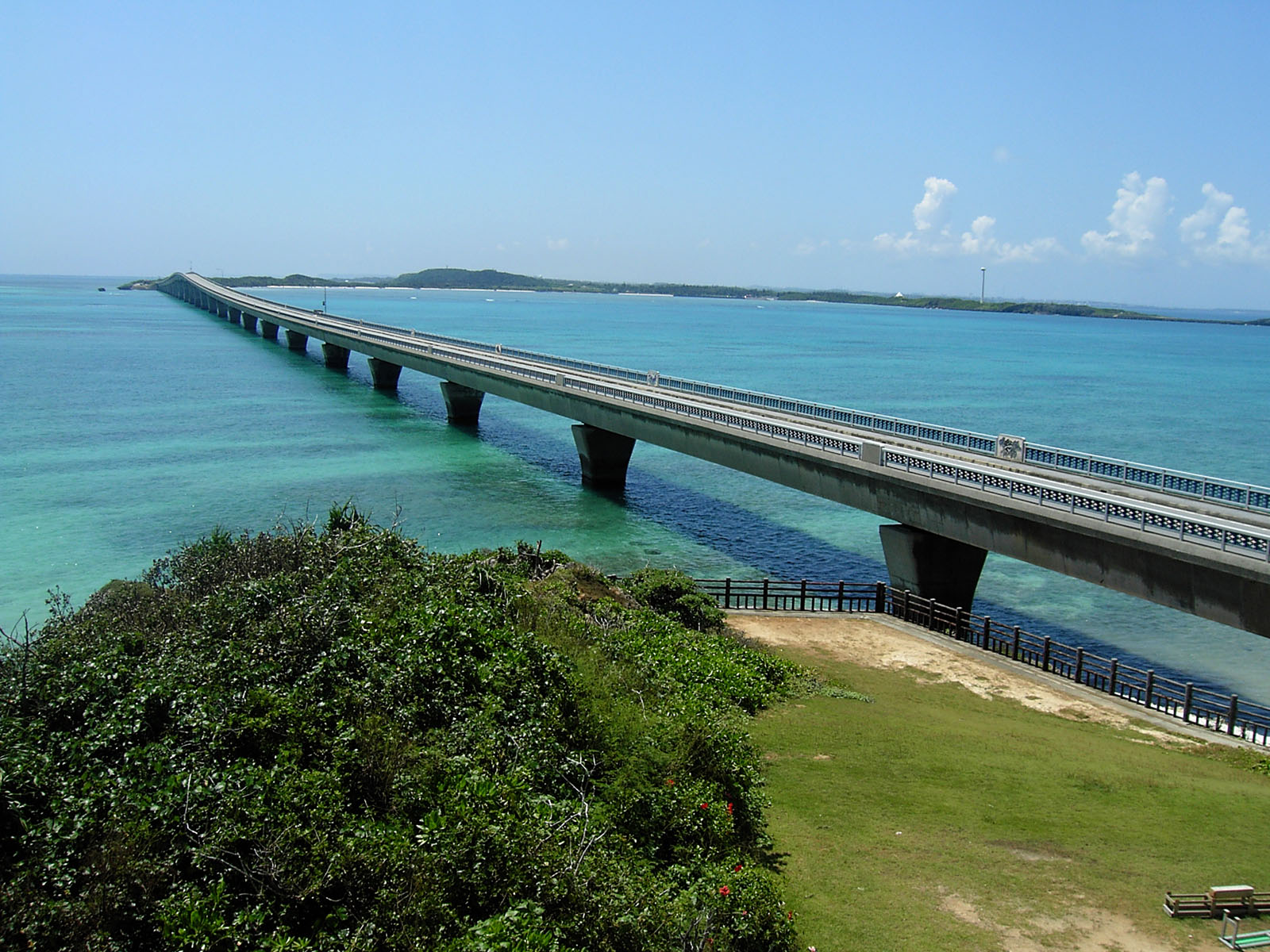
池間大橋（從池間島往宮古島方向眺望）

- 沖繩縣道230號池間大浦線（沖縄県道230号池間大浦線）

## 名勝・古跡・觀光景點
- 池間大橋
- 先島諸島火番盛（池間遠見） - 國家指定史跡
- ユニムイ濕原（池間濕原）
- 池間島燈塔

## 相關連結
- 宮古島市

## 外部連結
- （日語）池間島 水濱廣場
- （日語）池間島燈塔
- （日語）平安名埼燈塔-1
- （日語）平安名埼燈塔-2 （页面存档备份，存于）